# Coupe Gambardella 2004-2005
Navigation
Édition précédente Édition suivante
La coupe Gambardella 2004-2005 est la 51e édition de l'épreuve organisée par la Fédération française de football et ses ligues régionales. La compétition est ouverte aux équipes de football de jeunes dans la catégorie des 18 ans.
Ce sont 2 672 clubs qui participent à cette édition de la coupe Gambardella. La compétition comprend une première phase régionale suivi d'une phase nationale comportant huit tours. Les clubs du championnat national 18 ans, qui est composé de quatre groupes de 14 équipes, rentrent en lice en 64e de finale. Les clubs issus des divisions d'honneur régionale sont indiqués par (2).
Le vainqueur de l'édition 2003-2004, Le Mans FC est sorti de la coupe Gambardella au stade des quarts de finale. La finale est remportée par le Toulouse FC face à l'Olympique lyonnais.

## Trente-deuxièmes de finale
Le tirage au sort des 32e de finale de l'épreuve est effectué par Luis Fernandez le 20 janvier 2005. Les matchs se déroulent le week-end des 12 et 13 février 2005 sur le terrain du club premier nommé.
| Équipe 1                | Résultat | Équipe 2                     | T.a.b. |
| ----------------------- | -------- | ---------------------------- | ------ |
| Amiens SC               | 2-0      | CS Avion                     |        |
| Béthune FC (2)          | 0-2      | AS Beauvais                  |        |
| SM Caen                 | 0-0      | Brétigny CSF                 | 4-3    |
| US Chantilly            | 3-1      | Le Havre AC                  |        |
| SC Hazebrouck (2)       | 0-5      | En Avant Guingamp            |        |
| Les Ulis (2)            | 1-4      | RC Lens                      |        |
| Rennes Bréquigny (2)    | 2-2      | Stade brestois               | 4-2    |
| AJ Auxerre              | 0-1      | RC Strasbourg                |        |
| US Créteil              | 1-1      | AS Saint-Priest              | 4-3    |
| AS Nancy-Lorraine       | 1-2      | FC Metz                      |        |
| USP Palaiseau (2)       | 0-6      | CS Sedan                     |        |
| Paris FC (2)            | 0-1      | AS Saint-Étienne             |        |
| ES Reims Saint-Anne (2) | 0-0      | ESTAC Troyes                 | 2-4    |
| Vauban Strasbourg (2)   | 5-3      | (2) Saint-Dizier             |        |
| Les Genêts d'Anglet (2) | 1-1      | (2) Garde Saint-Ivy Pontivy  | 3-4    |
| Blois Foot 41 (2)       | 0-2      | (2) Vannes OC                |        |
| FC Bourges (2)          | 0-0      | FC Nantes                    | 4-2    |
| FC Marmande (2)         | 0-0      | Girondins de Bordeaux        | 4-5    |
| Chamois niortais        | 1-2      | Montpellier HSC              |        |
| Stade rennais           | 3-1      | LB Châteauroux               |        |
| Toulouse FC             | 7-0      | AS Angoulême                 |        |
| Tours FC                | 0-3      | Stade lavallois              |        |
| US Albi (2)             | 0-0      | (2) Cournon FC               | 3-0    |
| ES Brive (2)            | 1-5      | (2) FC Bourg-Péronnas        |        |
| Clermont Foot           | 1-1      | Olympique de Marseille       | 2-4    |
| US Cluses Scionzier (2) | 0-3      | SC Bastia                    |        |
| Hyères FC (2)           | 1-0      | OGC Nice                     |        |
| AS Lattes (2)           | 1-0      | AS Cannes                    |        |
| AS Monaco               | 1-1      | Grenoble Foot 38             | 3-1    |
| Olympique lyonnais      | 5-1      | Nîmes Olympique              |        |
| US Dunkerque (2)        | 2-5      | Le Mans UC 72                |        |
| FC Sochaux              | 9-0      | FC Metz-Devant-les-Ponts (2) |        |

## Seizièmes de finale
Les 16e de finale de l'épreuve ont eu lieu le week-end des 12 et 13 mars 2005 sur le terrain du club premier nommé,.
| Équipe 1               | Résultat | Équipe 2              | T.a.b. |
| ---------------------- | -------- | --------------------- | ------ |
| AS Lattes (2)          | 2-4      | Montpellier HSC       |        |
| Stade rennais          | 0-2      | SM Caen               |        |
| FC Bourges             | 2-5      | Amiens SC             |        |
| US Albi (2)            | 1-1      | FC Bourg-Péronnas     | 5-4    |
| Rennes Bréquigny (2)   | 1-1      | US Chantilly          | 3-2    |
| Olympique lyonnais     | 3-0      | AS Monaco             |        |
| Hyères FC              | 0-0      | Girondins de Bordeaux | 11-10  |
| Olympique de Marseille | 0-0      | Bastia                | 3-0    |
| AS Saint-Etienne       | 0-0      | Toulouse FC           | 0-3    |
| RC Lens                | 1-1      | RC Strasbourg         | 4-3    |
| Vauban Strasbourg      | 0-2      | FC Sochaux            |        |
| FC Metz                | 0-3      | ESTAC Troyes          |        |
| Le Mans UC 72          | 5-0      | US Créteil            | 4-3    |
| Vannes (2)             | 0-0      | Stade lavallois5-3    |        |
| Pontivy                | 1-3      | En Avant Guingamp     |        |
| CS Sedan               | 3-2      | AS Beauvais           |        |

## Huitièmes de finale
Les huitièmes de finale ont lieu le mercredi 6 avril 2005 sur le terrain du club premier nommé. Toutes les équipes qualifiées évoluent dans le Championnat National 18 ans,.
| Équipe 1               | Résultat | Équipe 2               | T.a.b. |
| ---------------------- | -------- | ---------------------- | ------ |
| Hyères FC              | 0-3      | Toulouse FC            |        |
| Montpellier HSC        | 3-2      | ESTAC Troyes           |        |
| US Albi (2)            | 0-2      | FC Sochaux-Montbéliard |        |
| Olympique de Marseille | 0-0      | Olympique lyonnais     | 7-8    |
| SM Caen                | 1-0      | En Avant Guingamp      |        |
| CS Sedan               | 1-1      | RC Lens                | 3-0    |
| Vannes (2)             | 0-1      | Le Mans UC 72          |        |
| Rennes Bréquigny (2)   | 2-6      | Amiens SC              |        |

## Quarts de finale
Le tableau des rencontres des quarts de finale et des demi-finales est tiré au sort le 8 avril, les matchs sont joués le dimanche 20 avril.
| Équipe 1        | Résultat | Équipe 2           | T.a.b. |
| --------------- | -------- | ------------------ | ------ |
| CS Sedan        | 1-2      | Toulouse FC        |        |
| Sochaux         | 1-2      | Olympique lyonnais |        |
| Montpellier HSC | 1-0      | SM Caen            |        |
| Le Mans UC 72   | 0-3      | Amiens SC          |        |

## Demi-finale
Les demi-finales se sont déroulés au stade François Blin d'Avion le 1er mai 2005.
| Équipe 1        | Résultat | Équipe 2           | T.a.b. |
| --------------- | -------- | ------------------ | ------ |
| Amiens SC       | 0-0      | Toulouse FC        | 2-4    |
| Montpellier HSC | 1-1      | Olympique lyonnais | 3-4    |

## Finale
La finale a lieu au Stade de France le 4 juin 2005 en lever de rideau de la finale de la coupe de France Sedan-Auxerre. Elle est remportée 6-2 par Toulouse devant Lyon.
| Équipe 1    | Résultat | Équipe 2           | T.a.b. |
| ----------- | -------- | ------------------ | ------ |
| Toulouse FC | 6-2      | Olympique lyonnais |        |

Il s'agit de la première victoire du Toulouse FC dans l'épreuve.
Feuille de match
| Entraîneur :         |
| Jean-Marc Philippon. |

| Entraîneur :     |
| Patrick Paillot. |

| Entraîneur :         |
| Jean-Marc Philippon. |

| Entraîneur :     |
| Patrick Paillot. |